# Theodor II
Theodor II, född i Rom, död i december 897, var påve under tjugo dagar, till sin död i december 897.

## Biografi
Theodor var son till en man vid namn Fotinus. Varken hans födelsedatum eller datumet han blev påve är bevarat till eftervärlden. Han blev upphöjd till kardinaldiakon av påve Formosus. Troligen kan hans pontifikat dateras till december 897 och det varade i ungefär 20 dagar.
Han återinsatte de präster som avsatts av påve Stefan VI, beordrade att deras framtvingade avskedsansökningar skulle brännas och förklarade påve Formosus ordning för giltig. Sistnämnde påve hade blivit kastad i Tibern av Stefan VI efter den så kallade kadaversynoden, men Teodor lät honom begravas igen i Peterskyrkan.
Av hans samtida Frodoard finns uppgifter om att han var omtyckt bland prästerskapet, att han själv skulle ha varit fredsälskande och fredlig till sinnelaget, samt måttfull, from och en välgörare mot de fattiga.
Theodor II begravdes i Peterskyrkan.